# باشگاه فوتبال لخ پوزنان
باشگاه ورزشی لخ پوزنان  (به لهستانی: Lech Poznań) باشگاه فوتبال لهستانی است که در شهر پوزنان قرار دارد و هم‌اکنون در لیگ برتر فوتبال لهستان بازی می‌کند.
این باشگاه در تاریخ ۱۹ مارس ۱۹۲۲ تأسیس شده‌است.
جشن شادی هواداران این باشگاه به نام جشن پزنان در اروپا بلندآوازه است. روبرت لواندوفسکی اسطوره فوتبال لهستان از بازیکنان این تیم بوده است.
علی قلی زاده ملی پوش ایرانی عضو این تیم لهستانی است.

## افتخارات
- لیگ برتر فوتبال لهستان
  - قهرمانی (۶): ۱۹۸۳، ۱۹۸۴، ۱۹۹۰، ۱۹۹۲، ۱۹۹۳، ۲۰۱۰، ۲۰۱۵، ۲۰۲۲، ۲۰۲۵
- جام حذفی فوتبال لهستان
  - قهرمانی (۵): ۱۹۸۲، ۱۹۸۴، ۱۹۸۸، ۲۰۰۴، ۲۰۰۹
  - نایب قهرمانی (۲): ۱۹۸۰، ۲۰۱۱، ۲۰۱۵، ۲۰۱۶، ۲۰۱۷، ۲۰۲۲
- سوپر جام فوتبال لهستان
  - قهرمانی (۴): ۱۹۹۰، ۱۹۹۲، ۲۰۰۴، ۲۰۰۹، ۲۰۱۵، ۲۰۱۶
  - نایب قهرمانی (۳): ۱۹۸۳، ۱۹۸۸، ۲۰۱۰، ۲۰۲۲